# Amarpatan
Amarpatan is een nagar panchayat (plaats) in het district Satna van de Indiase staat Madhya Pradesh. 

## Demografie
Volgens de Indiase volkstelling van 2001 wonen er 16.365 mensen in Amarpatan, waarvan 53% mannelijk en 47% vrouwelijk is. De plaats heeft een alfabetiseringsgraad van 63%. 